# 普朗日
普朗日（法語：Poulangy，法語發音：[pulɑ̃ʒi]）是法国上马恩省的一个市镇，属于肖蒙区。

## 地理
普朗日（48°2'30"N, 5°15'16"E）面积17.39 平方千米，位于法国大東部大區上马恩省，该省份为法国东北部内陆省份，北起马恩省和默兹省，西接奥布省，西南接科多尔省，东南接上索恩省，东临孚日省。
与普朗日接壤的市镇（或旧市镇、城区）包括：比耶勒、富兰、拉维尔欧布瓦、卢维耶尔、马恩河畔吕济、马恩河畔马尔奈、萨尔塞、马恩河畔沃塞涅。

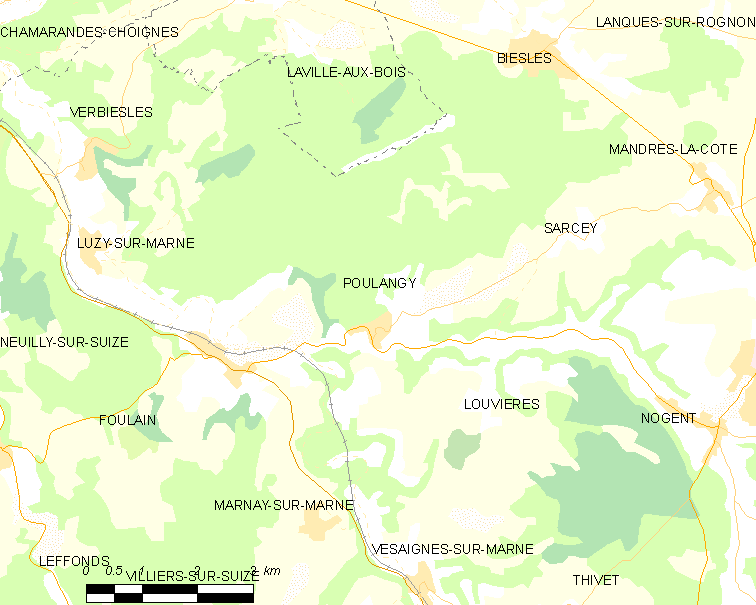
普朗日的OSM定位图

普朗日的时区为UTC+01:00、UTC+02:00（夏令时）。

## 行政
普朗日的邮政编码为52800，INSEE市镇编码为52401。

## 政治
普朗日所属的省级选区为诺让县。

## 人口

1962-2008年间普朗日人口变化图示

普朗日于2022年1月1日时的人口数量为358人。